# Brandon Novak
Brandon Thomas Novak (Baltimore (Maryland), 10 december 1978) is een Amerikaans skateboarder, vriend van Bam Margera en lid van de CKY Crew.
In 2005 kreeg hij zijn eerste kind.
Hij is verslaafd geweest aan heroïne waar hij nu mee gestopt is. Over zijn verslaving heeft hij een boek geschreven, genaamd Dreamseller, dat uitkwam in 2008. Toch is hij in 2007 weer verslaafd geraakt.
Na een tijd van dakloos zijn en verslaving ging hij naar Today Inc. Langhorne verslavingscentrum in Pennsylvania. Daar is de behandeling voor zijn verslaving eindelijk succesvol, vanaf 20 maart 2015 is hij nuchter. In september 2016 begon hij met werken bij het Banyan Treatment Center in Pompano Beach, Florida.
- Library of Congress Control Number: no2008183561
- Virtual International Authority File: 34288927
- WorldCat: E39PBJyX3DkVVJT3DjXqTXMByd